# Ganeshpur, Aurad
Ganeshpur là một làng thuộc tehsil Aurad, huyện Bidar, bang Karnataka, Ấn Độ.